# Sandanski
Sandanski é um município da Bulgária localizado na província de Blagoevgrad.
Possui 41.816 habitantes (31/12/2008).

## População
| Sandanski | Sandanski | Sandanski | Sandanski | Sandanski | Sandanski | Sandanski | Sandanski | Sandanski | Sandanski | Sandanski | Sandanski | Sandanski | Sandanski | Sandanski | Sandanski | Sandanski | Sandanski | Sandanski | Sandanski |
| --- | --------- | --------- | --------- | --------- | --------- | --------- | --------- | --------- | --------- | --------- | --------- | --------- | --------- | --------- | --------- | --------- | --------- | --------- | --------- |
| Ano | 1887      | 1910      | 1934      | 1946      | 1956      | 1965      | 1975      | 1985      | 1992      | 2001      | 2002      | 2003      | 2004      | 2005      | 2006      | 2007      | 2008      | 2009      | 2010      |
| População |           |           |           | 7,447     | 10,630    | 14,588    | 18,989    | 24,559    | 26,096    | 26,507    | 26,507    | 26,511    | 26,612    | 26,847    | 26,905    | 26,882    | 26,892    | 27,063    | 27,086    |
| Fontes: Instituto Nacional de Estatísticas, „citypopulation.de“, „pop-stat.mashke.org“, Bulgarian Academy of Sciences |           |           |           |           |           |           |           |           |           |           |           |           |           |           |           |           |           |           |           |